# Тириара
Тириара (англ. Tiriara) — озеро, расположенное на острове Мангаиа, Острова Кука. Крупнейшее пресноводное озеро острова.

## География
Озеро имеет форму полумесяца и находится в южной части острова Мангаиа, в районе Веитатеи, северо-западнее деревни Тамаруа. Расположено на высоте 63 метра над уровнем моря. На северо-востоке от озера проходит грунтовая дорога. Северный склон озера — пологий, а у южного берега озера возвышается известняковая скала, в которой расположена затопленная водой пещера Танджия, которая через сеть подземных каналов соединяется с океаном. В окрестностях озера расположены плантации.

## История
Раньше местные жители проводили в пещере захоронения, а во время боевых островитяне жители находили здесь убежище.

## Экологическая ситуация
Биоразнообразие озера подвержено риску вследствие ведения сельского хозяйства в окрестностях водоёма. Для улучшения экологической ситуации предлагаются следующие меры:
- запрет использования пестицидов на сельскохозяйственных угодьях, расположенных в окрестностях;
- запрет на выпас скота в окрестностях;
- запрет строительства зданий в радиусе около 50 метров от водоёма;
- строительство общественного туалета.